# Amisia (Schiff, 1968)
Die Amisia war ein deutsches Fahrgastschiff.

## Geschichte
Das Schiff wurde 1968 bei Scheel & Jöhnk in Hamburg-Harburg gebaut. Es fuhr zunächst unter dem Namen Hans Albers für die HADAG. Günter Benja gibt an, dass die Hans Albers im Jahr 1975 für die Beförderung von 200 Fahrgästen zugelassen war, einen Antrieb von Daimler-Benz mit 600 PS hatte und damit eine Geschwindigkeit von 13 km/h erreichen konnte. Die Hans Albers war laut Benja 30,43 Meter lang und 6,62 Meter breit und hatte einen Tiefgang von 1,05 Metern. Dieter Schubert gibt im Jahr 2000 dieselbe Länge für das Schiff an, aber eine Breite von 6,31 Metern und einen Tiefgang von 1,16 Metern sowie eine Zulassung für die Beförderung von 300 Personen. Die Hans Albers hatte zu Schuberts Zeit zwei Maschinen mit je 220 kW. Schubert vermerkte noch den Verkauf des Schiffes im April 1999 an Alexander de Vries, Reederei Demik, in Terneuzen. Laut Binnenschifferforum hieß das Schiff in den nachfolgenden Jahren Stad Terneuzen und Denick. Wenn es, wie in dieser Quelle behauptet, schon 1976 bei Buschmann um 6 Meter verlängert wurde, hat Schubert sehr veraltete Daten angegeben.
Im August 2009 kam das Schiff zur Amisia Fahrgastschifffahrts GmbH & Co. KG nach Haren (Ems) und ersetzte dort als Amisia das gleichnamige Vorgängerschiff, das dort bis zum 22. Juli desselben Jahres genutzt worden und dann als the Dream nach Maastricht gekommen war. Laut den Angaben auf der Homepage der Amisia Fahrgastschifffahrts GmbH ist die Amisia 36,5 Meter lang, 6,6 Meter breit, mit zwei Decks plus Sonnendeck versehen und mittlerweile mit zwei sechszylindrigen Hauptmaschinen (DAF WS) mit je 315 PS aus dem Jahr 2004 sowie elektrischen Bugstrahlrudern aus dem Jahr 2006 ausgestattet. Sie bietet 148 Sitzplätze.
Im Dezember 2023 wurde die Amisia in die Niederlande verkauft, wo sie als Wohn- und Partyboot genutzt werden sollte. Der neue Name soll Hangover sein.

## Schwesterschiffe
- Jan Molsen
- Carl Kircheiss (gebaut 1969)
- Rudolf Kinau (gebaut 1969)